# Isabel Cristina Mrad Campos
Isabel Cristina Mrad Campos (Barbacena, 29 luglio 1962 – Juiz de Fora, 1º settembre 1982) è stata una personalità religiosa brasiliana, riconosciuta martire dalla Chiesa cattolica il 27 ottobre 2020 e proclamata beata il 10 dicembre 2022 da papa Francesco.

## Biografia
Nata il 29 luglio 1962 da José Mendes Campos e Helena Mrad Campos, di origine maronita libanese, fu battezzata il 15 agosto 1962 presso la Igreja Matriz de Nossa Senhora da Piedade e cresimata il 22 aprile 1965 presso la basilica di são José Operário, a Barbacena. Il 26 ottobre 1969 fece la sua Prima Comunione nel Colégio Imaculada Conceição, appartenente alle Figlie della carità di San Vincenzo de' Paoli.
Nel 1982 si trasferì a Juiz de Fora per seguire un corso di medicina pre-universitario. Inizialmente visse in convivenza con alcuni amici, ma, non riuscendo ad adattarsi, con l'aiuto dei suoi genitori, acquistò un appartamento nell'edificio presidente Vargas per vivere con suo fratello, Paulo Roberto Mrad Campos, preparandosi così per il corso.

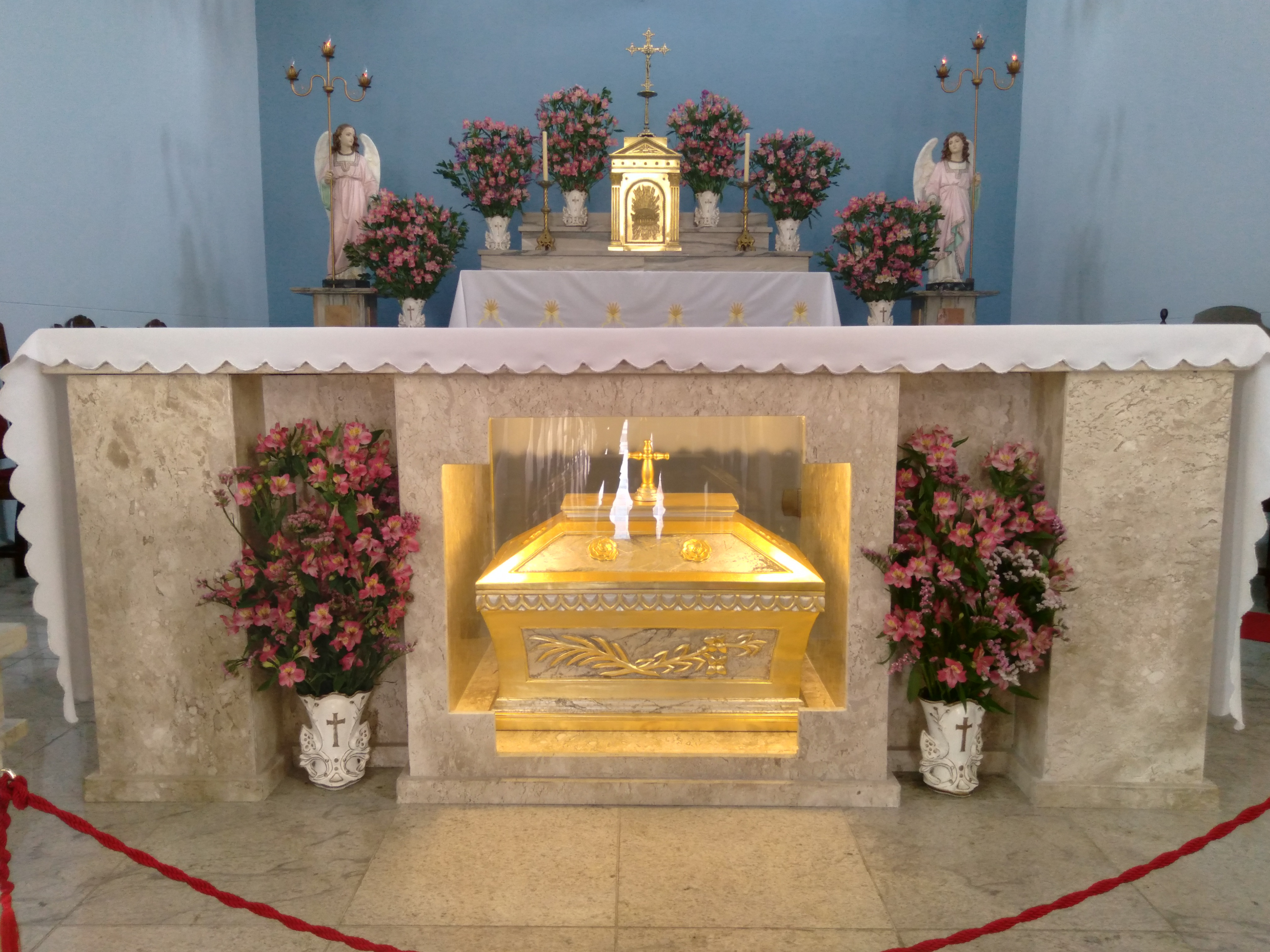
Tomba della Beata Isabella Cristina, dove sono conservate le sue reliquie

Il 1º settembre dello stesso anno, un uomo, Maurílio Almeida de Oliveira, che era andato nel suo nuovo appartamento per sistemare il guardaroba, cercò di violentarla e, non riuscendovi in quanto la donna gli impedì di compiere lo stupro, la picchiò con una sedia e successivamente dopo averla imbavagliata e legata, la pugnalò a morte. Durante l'uccisione la ragazza sgranò il rosario che aveva al dito come anello.

## Culto

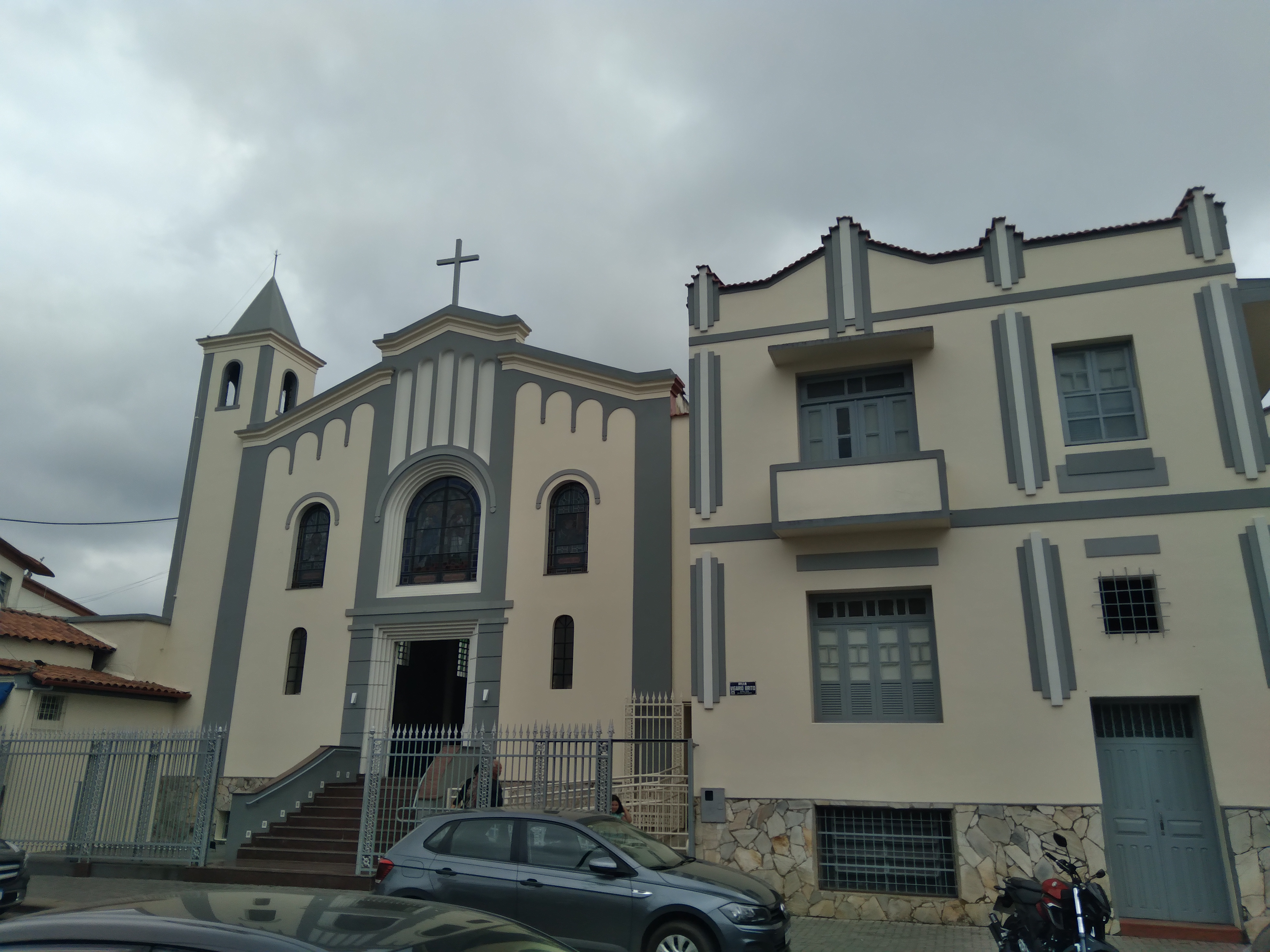
Cappella e memoriale della beata Isabella Cristina, Barbacena

Il 26 gennaio 2001, con la concessione del nihil obstat, si è aperto ufficialmente il processo di beatificazione. Nell'agosto 2009 le sue spoglie sono state traslate nel santuario di Nossa Senhora da Piedade, a Barbacena. Il 1º settembre 2009, giorno in cui si festeggiava il ventisettesimo anniversario della sua morte, si è conclusa la fase arcidiocesana del processo, che era stato affidato alla Congregazione delle cause dei santi. Il 27 ottobre 2020 papa Francesco ha accolto il parere positivo della stessa congregazione e ha autorizzato la promulgazione del decreto che ne riconosce il martirio in odium fidei, cioè in odio alla fede, ma la pandemia di COVID-19 ne ha rinviato la cerimonia.
Il 23 giugno 2022 papa Francesco ha autorizzato la promulgazione della data della sua beatificazione, avvenuta nella città di Barbacena il 10 dicembre 2022. Alla cerimonia, presieduta da un rappresentante del Sommo Pontefice, il cardinale Raymundo Damasceno Assis, hanno partecipato circa diecimila fedeli.
La mattina dell'11 dicembre papa Francesco ha ricordato la testimonianza della beata in piazza San Pietro, in Vaticano, durante la preghiera dell'Angelus. Nel pomeriggio, l'arcivescovo di Mariana, Airton José dos Santos ha presieduto una messa di ringraziamento presso il santuario di Nossa Senhora da Piedade e al termine della celebrazione le spoglie della beata sono state trasferite in una cappella a lei dedicata situata accanto al santuario. In suo onore è stato anche inaugurato un monumento commemorativo.
Su richiesta dell'arcidiocesi di Juiz de Fora e con l'approvazione della postulazione della causa di beatificazione, il 15 dicembre 2022 è stata dichiarata patrona degli studenti universitari.
Il 6 giugno 2023 il consiglio comunale di Barbacena ha approvato una delibera che prevede il 1º settembre giorno festivo facoltativo, ricordando così la morte della giovane beata.